# Первое правительство Филиппа
Первое правительство Филиппа — сороковое правительство Франции периода Пятой республики, сформированное 17 мая 2017 года под председательством Эдуара Филиппа, назначенного премьер-министром 15 мая 2017 года. С 19 по 21 июня 2017 года исполняло обязанности до формирования нового состава.

## Предыстория
7 мая 2017 года во Франции состоялся второй тур президентских выборов.
10 мая 2017 года Конституционный совет Франции официально назвал Эмманюэля Макрона победителем президентских выборов, и в этот же день Бернар Казнёв объявил об отставке своего правительства. Президент Олланд попросил его продолжить исполнение своих обязанностей до назначения нового кабинета.

## Формирование
15 мая 2017 года президент Макрон назначил новым премьер-министром Франции Эдуара Филиппа.
17 мая 2017 года сформировано правительство Эдуара Филиппа.
В состав кабинета вошли 18 министров и 4 государственных секретаря; из 22 членов кабинета 11 мужчин и 11 женщин. Помимо гендерного равенства, соблюдён также принцип широкой коалиции, включающей политиков как левой, так и правой части политического спектра.
Le Monde отметила, что в ходе предвыборной кампании Макрон делал публичные заявления в поддержку этнического разнообразия Франции, однако первое правительство его президентства именно в этом отношении в среднем заметно уступает правительствам времён Олланда, в которых представители национальных меньшинств составляли от 15,7 % до 20,5 % (в правительстве Филиппа — 9 %, как в большинстве правых правительств Ширака и Саркози).

## Состав правительства
| Должность                                                                                  | Имя                   | Партия      | Примечания                                            |
| ------------------------------------------------------------------------------------------ | --------------------- | ----------- | ----------------------------------------------------- |
| Государственный министр, министр внутренних дел                                            | Жерар Коллон          | СП          |                                                       |
| Государственный министр, министр комплексных экологических преобразований                  | Николя Юло            | Независимый |                                                       |
| Государственный министр, хранитель печатей, министр юстиции                                | Франсуа Байру         | ДД          |                                                       |
| Министр Вооружённых сил                                                                    | Сильви Гулар          | ДД          |                                                       |
| Министр связей с Евросоюзом и иностранных дел                                              | Жан-Ив Дриан          | СП          |                                                       |
| Министр сплочения территорий                                                               | Ришар Ферран          | ВР          |                                                       |
| Министр солидарности и здравоохранения                                                     | Аньез Бузин           | Независимая |                                                       |
| Министр культуры                                                                           | Франсуаз Ниссен       | Независимая |                                                       |
| Министр экономики                                                                          | Брюно Ле Мэр          | Р           |                                                       |
| Министр труда                                                                              | Мюриэль Пенико        | Независимая |                                                       |
| Министр национального образования                                                          | Жан-Мишель Бланке     | Независимый |                                                       |
| Министр сельского хозяйства и продовольствия                                               | Жак Мезар             | РЛП         |                                                       |
| Министр общественных средств                                                               | Жеральд Дерманен      | Р           |                                                       |
| Министр высшего образования, исследований и инновации                                      | Фредерик Видаль       | Независимая |                                                       |
| Министр заморских территорий                                                               | Анник Жирарден        | РЛП         |                                                       |
| Министр спорта                                                                             | Лора Флессель-Коловиц | Независимая |                                                       |
| Ответственный министр транспорта                                                           | Элизабет Борн         | Независимая | При министре комплексных экологических преобразований |
| Ответственный министр европейских дел                                                      | Мариэль де Сарнез     | ДД          | При министре связей с Евросоюзом и иностранных дел    |
| Государственный секретарь по связям с парламентом, официальный представитель правительства | Кристоф Кастанер      | ВР          |                                                       |
| Государственный секретарь равенства между женщинами и мужчинами                            | Марлен Шьяппа         | ВР          |                                                       |
| Государственный секретарь по делам лиц с ограниченными возможностями                       | Софи Клюзель          | Независимая |                                                       |
| Государственный секретарь цифровой экономики                                               | Мунир Махжуби         | ВР          |                                                       |

## Окончание полномочий
11 и 18 июня 2017 года состоялись два тура парламентских выборов, по итогам которых убедительную победу одержал блок президентской партии «Вперёд, Республика!» и Демократического движения, получивший абсолютное большинство мест в Национальном собрании.
19 июня 2017 года Эдуар Филипп объявил об отставке своего первого правительства, и в этот же день президент Макрон поручил ему сформировать новое правительство к 18.00 21 июня.